# FC Stal Kamianske
El FC Stal Kamianske (en ucraniano: Сталь Кам'янське) fue un equipo de fútbol ucraniano de la ciudad de Kamianske (hasta mayo de 2016 llamada Dniprodzerzhynsk), en el Óblast de Dnipropetrovsk y que jugó en la Liga Premier de Ucrania, la liga de fútbol más importante del país. Fue fundado en el año 1926 bajo el nombre de Metalist hasta el año 1994, momento en el que casi desaparece el club. En 1998 el equipo fue reorganizado bajo el nombre actual del club.
Al finalizar la temporada 2017/18 de la Liga Premier de Ucrania el club se muda a la ciudad de Bucha del Óblast de Kiev y pasa a llamarse PFC Feniks Bucha, pero antes de iniciar la temporada 2018/19 de la Primera Liga de Ucrania el club desaparece por dificultades financieras.

## Entrenadores
- Oleksandr Sevidov (2004-2005)
- Andriy Huzenko (2012)
- Volodymyr Mazyar (2013-2016)
- Erik van der Meer (2016-)

## Palmarés

### Era Soviética
- Liga Aficionada de SSR Ucrania (1): 1978
- Campeonato de Dnipropetrovsk (10): 1938, 1945, 1946, 1947, 1948, 1949, 1950, 1978, 1988, 1992

### Era Independiente
- Druha Liha (1): 2004